# Гарван (Португалия)
Гарван (порт.  Garvão) — фрегезия (район) в муниципалитете Орике округа Бежа в Португалии. Территория — 42,51 км². Население — 1251 жителей. Плотность населения — 20 чел/км².